# Cephalaria aristata
Cephalaria aristata är en tvåhjärtbladig växtart som beskrevs av C. Koch. Enligt Catalogue of Life ingår Cephalaria aristata i släktet jätteväddar och familjen Dipsacaceae, men enligt Dyntaxa är tillhörigheten istället släktet jätteväddar och familjen kaprifolväxter. Arten har ej påträffats i Sverige. Inga underarter finns listade i Catalogue of Life.